# 奈良学园大学奈良文化女子短期大学部
奈良学园大学奈良文化女子短期大学部（日语：*），简称文短（ぶんたん），是過去一所位于日本奈良县奈良市的私立女子短期大学。

## 概要

### 简介
- 短期大学为于1965年开办[3]、由学校法人奈良学园经营。

### 历史
- 1965年 奈良文化女子短期大学成立并同时设置教养科。校园在了奈良县大和高田市[3]。
- 1966年 保育科成立[3]。
- 1967年 食物营养科成立[3]。
- 1968年 第三部成立于教养科和保育科[3]。
- 1969年 保育科第一部变更为初等教育学科、保育科第三部变更为幼儿教育学科第三部[3]。
- 1970年 教养科变更为教养学科、食物营养科变更为食物营养学科[3]。
- 1971年 卫生护理学科成立[3]。
- 1973年 音乐学科（器乐专攻、声乐专攻）成立[3]。
- 1975年 专科音乐专攻成立[3][4]。
- 1989年 教养学科第三部招生最后、次年停止招生。
- 1996年 今年11月19日教养学科第三部正式停办[5]。
- 1998年 福利学科成立[3]。
- 1999年 器乐专攻、声乐专攻各自招生最后、次年停止招生[5]。
- 2000年 初等教育学科变更为幼儿教育学科第一部。
- 2001年 两个学科即食物营养学科和音乐学科各自招生最后、次年停止招生[5]。
- 2003年 今年3月31日两个学科即食物营养学科和音乐学科各自正式停办[5]。
- 2004年 教养学科改编为环境教养学科[3]。
- 2006年 三个学科即幼儿教育学科第三部、环境教养学科、福利学科各自招生最后[5]、次年停止招生[5]。
- 2008年 今年3月31日两个学科即环境教养学科、福利学科各自停办。今年4月校园迁址至奈良县奈良市中登美丘3-15-1[3]
- 2009年 今年3月31日一个学科即幼儿教育学科第三部停办[5]。

## 学校环境
- 奈良校区：在奈良县奈良市
  - 幼儿教育学科
- 大和高田市校区：在了奈良县大和高田市[注 1][注 2]
  - 教养学科[注 3][注 4][注 5]
    - 第一部[注 3]
    - 第三部[注 6]

  - 初等教育学科[注 7]
  - 食物营养学科[注 8]
  - 幼儿教育学科第三部[注 9][注 2]
  - 卫生护理学科[注 9]
  - 音乐学科[注 8]
    - 器乐专攻[注 10]
    - 声乐专攻[注 10]

  - 福利学科[注 9][注 5]

## 历任校长
- 伊濑敏郎：第一代短期大学校长[6]。
- 松田亲典：现在短期大学校长[7]

## 组织

### 学科
- 幼儿教育学科

### 前学科
- 教养学科[注 3][注 4][注 5]
  - 第一部[注 3]
  - 第三部[注 6]
- 初等教育学科[注 7]
- 食物营养学科[注 8]
- 幼儿教育学科第三部[注 9][注 2]
- 卫生护理学科[注 9]
- 音乐学科[注 8]
  - 器乐专攻[注 10]
  - 声乐专攻[注 10]
- 福利学科[注 9][注 5]

### 专科
| - 音乐专攻 |

### 业余课程
| - 没有 |

### 附属学校
| - 幼儿园：奈良文化女子短期大学附属幼儿园、成立于1967年 - 高等学校：前奈良文化女子短期大学附属高等学校成立于1965年。变更为奈良文化高等学校于2007年。 |

### 附属机关
| - 图书馆 |

## 相关链接
- 日本短期大学列表
- 奈良产业大学